# Kongres Młodzieży Tybetańskiej
Kongres Młodzieży Tybetańskiej (tyb. བོད་ཀྱི་གཞོན་ནུའི་ལྷན་ཚོགས།, wylie: bod kyi gzhon nu’i lhan tshogs, ang. Tibetan Youth Congress) – międzynarodowa pozarządowa organizacja tybetańskiej diaspory, powołana 7 października 1970 z inicjatywy Tenzina Gesze Tethonga, Lodi Gjari, Sonama Topgjala i Tenzina Namgjal-Tethonga w Dharamsali w Indiach. Jej głównym postulatem jest uzyskanie przez Tybet pełnej niepodległości, nawet za cenę życia. W swoim programie zdecydowanie odrzuca propozycję strasburską, przedstawioną w 1987 przez XIV Dalajlamę, domagając się prowadzenia walki, także przy użyciu przemocy, aż do uzyskania całkowitej suwerenności. Za obszar, na którym powinno się budować przyszłą państwowość uznaje, poza Tybetańskim Regionem Autonomicznym, także tereny etnicznego Tybetu wcielone po 1949 bezpośrednio do ChRL.
Naczelnym organem Kongresu jest Centralny Komitet Wykonawczy. Jego członkowie są wybierani przez Zgromadzenie Ogólne na trzyletnią kadencję. Dopuszcza się możliwość jednorazowej reelekcji.
Organizacja skupia 30 000 członków. Posiada 81 oddziałów w Indiach, Nepalu, Bhutanie, Norwegii, Kanadzie, Francji, Japonii, Australii, Stanach Zjednoczonych i Republice Chińskiej. Od 1974 wydaje (po tybetańsku i angielsku) pismo "Rangzen".
Jej działacze są znani ze zdecydowanej krytyki polityki drogi środka, lansowanej przez Centralny Rząd Tybetański. Są inicjatorami licznych akcji protestacyjnych przed ambasadami ChRL w New Delhi czy Katmandu; przed igrzyskami olimpijskimi w Pekinie zakłócali przebieg sztafety z ogniem olimpijskim. Jednocześnie podejmują działania mające na celu utrwalenie i rozwój mechanizmów demokratycznych w środowiskach emigracyjnych. W 1994 z inicjatywy Kongresu powołano jedyną współcześnie działającą tybetańską partię polityczną – Narodową Demokratyczną Partię Tybetu. Rząd chiński uważa Kongres Młodzieży Tybetańskiej za organizację terrorystyczną i oskarża go m.in. o sprowokowanie krwawych zamieszek w Tybecie w marcu 2008 roku, a także o przeprowadzanie zamachów samobójczych.

## Przewodniczący
- Tenzin Gesze Tethong (1970-1974)
- Tenzin Czögjal (1974-1976)
- Lodi Gjari (1976-1977)
- Lobsang Jinpa (1977-1983)
- Sonam Norbu Dagpo (1983-1986)
- Lhasang Cering (1986-1990)
- Cełang Phunco (1991-1995)
- Cetan Norbu (1995-2001)
- Kalsang Phuncok (2001-2007)
- Cełang Rigzin (od 2007)